# Lorenz Habsburg-Lothringen

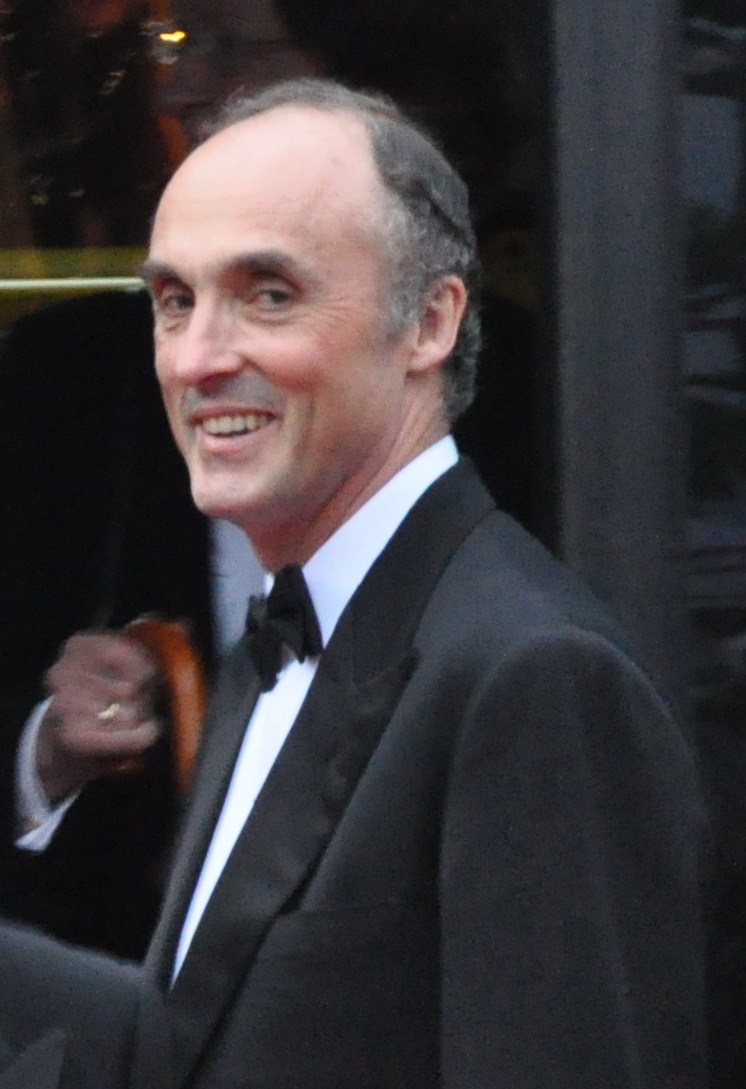
Lorenz Erzherzog von Österreich-Este

Lorenz Habsburg-Lothringen (* 16. Dezember 1955 in Boulogne-Billancourt, Frankreich) ist ein Bankier. Seine Frau Prinzessin Astrid von Belgien ist die Schwester von König Philippe. Dadurch erhielt er neben der österreichischen auch die belgische Staatsangehörigkeit und ist seit 1995 auch Prinz von Belgien.

## Herkunft
Lorenz ist der Sohn von Robert von Österreich-Este (1915–1996) und Margherita von Savoyen-Aosta (1930–2022), der Tochter von Amadeus, 3. Herzog von Aosta und Anne Hélène Marie d’Orléans.
Väterlicherseits ist er ein Enkel des letzten österreichischen Kaisers und Königs von Ungarn Karl I. (1887–1922) und dessen Gattin Prinzessin Zita von Bourbon-Parma (1892–1989).

## Leben
Seine Kindheit verbrachte Lorenz in Frankreich. Nach dem dortigen Abschluss des Gymnasiums absolvierte er seinen Militärdienst in Österreich und studierte anschließend an den Universitäten von St. Gallen (Schweiz) und Innsbruck (Österreich), wo er ein Diplom in Wirtschafts- und Sozialwissenschaften erwarb.
Die beruflichen Aktivitäten des Prinzen sind vor allem im Banksektor angesiedelt. Ab 1983 arbeitete er als Manager beim Bankhaus E. Gutzwiller & Cie. Banquiers in Basel, wo er 1990 geschäftsführender Teilhaber wurde. Während dieser Zeit lebte auch seine Familie in Basel. Seit 1993 lebt er mit der Familie in Brüssel. 1993 war er Berater bei SWIFT und ab 1995 war er Berater des Vorstands bei BNP Paribas in Paris. Bis 2003 war er Vorstandsmitglied in zahlreichen Unternehmen, unter anderem bei Zweigunternehmen des Suez-Konzerns wie SITA (ein Tochterunternehmen ist Sita Deutschland) und Ondeo-Nalco (2003 vom Suez-Konzern verkauft). 2003 wurde er vom Aufsichtsrat der UCB S.A. als unabhängiger Direktor und Mitglied des Vorstandes gewähl und 2007 wieder gewählt. 2010 verzichtete er auf eine erneute Kandidatur für diese Aufgabe.
Zudem ist er bis heute einer von vier unbeschränkt haftenden Teilhabern bei E. Gutzwiller & Cie. Banquiers. und Präsident des Verwaltungsrates der im Vertrieb und Verkauf von Anlagefonds tätigen Tochtergesellschaft Gutzwiller Fonds Management AG.
Obwohl er weiterhin voll berufstätig ist, repräsentiert er die königliche Familie u. a. bei Feierlichkeiten und begleitet seine Frau bei offiziellen Verpflichtungen im Ausland. Seit 2004 ist er Ehrenpräsident der „Königlichen Vereinigung der historischen Gebäude in Belgien“ (Koninklijke Vereniging der Historische Woonsteden van België/Association Royale des Demeures Historiques de Belgique). Seit 2005 fungiert er als Schirmherr von Europae Thesauri, einem Verband kirchlicher Museen und Schatzkammern.
Habsburg-Lothringen ist österreichischer Staatsangehöriger und Ritter des Orden vom Goldenen Vlies. 1996 übernahm er nach dem Tod seines Vaters den Titel „Herzog von Modena und Reggio“ und wurde damit familieninternes Oberhaupt des Hauses Österreich-Este. Da in Österreich Adelstitel abgeschafft wurden, trägt er die habsburgischen Titel nur in seiner Eigenschaft als Belgier (Son Altesse Impériale et Royale, l’Archiduc Lorenz d’Autriche d’Este = Seine k.u.k. Hoheit, Erzherzog Lorenz von Österreich-Este), als Österreicher seinen bürgerlichen Namen.
Am 8. Juni 2023 wurde Lorenz Habsburg-Lothringen zusammen mit seiner Ehefrau Astrid von Belgien in der Kapitelkirche Notre-Dame des Victoires in Brüssel durch Kardinal-Großmeister Fernando Filoni zum Großkreuz-Ritter des Ritterordens vom Heiligen Grab zu Jerusalem ernannt und in den Päpstlichen Laienorden investiert.

## Heirat und Nachkommen
Am 22. September 1984 heiratet er in Brüssel die belgische Prinzessin Astrid (* 1962), Tochter des Königs Albert II. von Belgien (* 1934) und dessen Ehefrau, Paola Ruffo di Calabria (* 1937).
Aus der Ehe gingen fünf Kinder hervor:
- Amedeo Maria Joseph Carl Pierre Philippe Paola Marcus d’Aviano (* 21. Februar 1986 in Brüssel) ⚭ 2014 Elisabetta Maria Rosboch von Wolkenstein (* 1987)
  1. Anna-Astrid (* 2016)
  2. Maximilian (* 2019)
  3. Alix (* 2023)
- Maria Laura Zita Beatrix Gerhard (* 26. August 1988 in Brüssel) ⚭ 2022 William Isvy (* 1991)
  1. Albert (* 2025)
- Joachim Carl Maria Nikolaus Isabelle Marcus d’Aviano (* 9. Dezember 1991 in Brüssel)
- Luisa Maria Anna Martine Pilar (* 11. Oktober 1995 in Brüssel)
- Laetitia Maria Nora Anna Joachim Zita (* 23. April 2003 in Brüssel)

## Belgische Titel, Ehren und Orden
- Erzherzog von Österreich-d’Este
- seit 1995 Prinz von Belgien
- seit 1996 (Titular)-Herzog von Modena und Reggio

## Ehrungen und Auszeichnungen
- Großkreuz des Leopoldsordens
- Großkreuz des Ordens Danilos I. für die Unabhängigkeit
- Orden vom Goldenen Vlies (1977)
- Großkreuz des Ordens des Infanten Dom Henrique (2005)
- Großkreuz des Militär- und Zivildienst-Ordens Adolphs von Nassau (2007)
- Großkreuz des norwegischen Verdienstordens
- Großkreuz des Nordstern-Ordens
- Aufnahme in die Bruderschaft von Santa Maria dell’Anima („Animabruderschaft“) (2017)
- Ehrenritter des Deutschen Ordens[13]